# داريل سميث
داريل سميث (8 يونيو 1960 بأديلايد في أستراليا - ) (بالإنجليزية: Darryl Smith)‏ هو لاعب كريكت أسترالي. لعب مع فريق غرب أستراليا للكريكت ‏.

## وصلات خارجية
- داريل سميث على موقع إي آس بي آن كريك إنفو (الإنجليزية)